# Aéroport de La Palma
Ne doit pas être confondu avec Aéroport de Las Palmas de Gran Canaria.
L'aéroport de La Palma (code IATA : SPC • code OACI : GCLA) est un aéroport espagnol desservant l'île de La Palma, dans les Îles Canaries.
Il est situé entre les localités de Breña Baja et Villa de Mazo, à 8 km au sud de la ville de Santa Cruz de La Palma, la capitale de l'île.

## Caractéristiques

### Piste
L'aéroport dispose d'une piste en asphalte de 2 200 mètres de long, orientée 36/18.

## Situation
| \| 20 km1:4 805 000 \| El Hierro Fuerteventura Gran Canaria La Gomera La Palma Lanzarote Tenerife-Nord Tenerife-Sud |
| 20 km1:4 805 000 |

## Compagnies aériennes et destinations
| Compagnies          | Destinations |
| ------------------- | --- |
| Binter Canarias     | Las Palmas/Gran Canaria, Ténériffe-Nord, Ténériffe-Sud Reine Sofia En saison : Fuerteventura, Lanzarote-Arrecife |
| CanaryFly           | Las Palmas/Gran Canaria, Ténériffe-Nord                                                                          |
| Condor              | Düsseldorf, Francfort, Hambourg-H.-Schmidt, Munich-F. J. Strauß                                                  |
| Edelweiss Air       | En saison: Zurich                                                                                                |
| Eurowings           | En saison: Düsseldorf, Hambourg-H.-Schmidt, Stuttgart                                                            |
| Iberia              | Madrid-Barajas En saison: Malaga-Costa del Sol, Saint-Jacques-de-Compostelle                                     |
| Iberia Express      | Madrid-Barajas                                                                                                   |
| Lufthansa           | En saison: Francfort                                                                                             |
| Marabu              | Munich-F. J. Strauß                                                                                              |
| Transavia           | Amsterdam |
| TUI Airways         | Londres-Gatwick En saison: Manchester                                                                            |
| TUI fly Belgium     | Bruxelles-National                                                                                               |
| TUI fly Netherlands | En saison: Amsterdam, Eindhoven                                                                                  |
| Vueling             | Barcelone-El Prat En saison : Bilbao                                                                             |

Édité le 29/01/2020 Actualisé le 10/05/2023

## Accidents et incidents
Aucun accident ou incident n’a encore été connu à ce jour . Néanmoins le trafic
aérien sur cet aéroport a été fortement perturbé en raison de l’éruption du volcan Cumbre Vieja qui a cessé son activité fin décembre 2021 .
Édité le 01/01/2022 à 18:32